# Taubenhaus (Holland House)

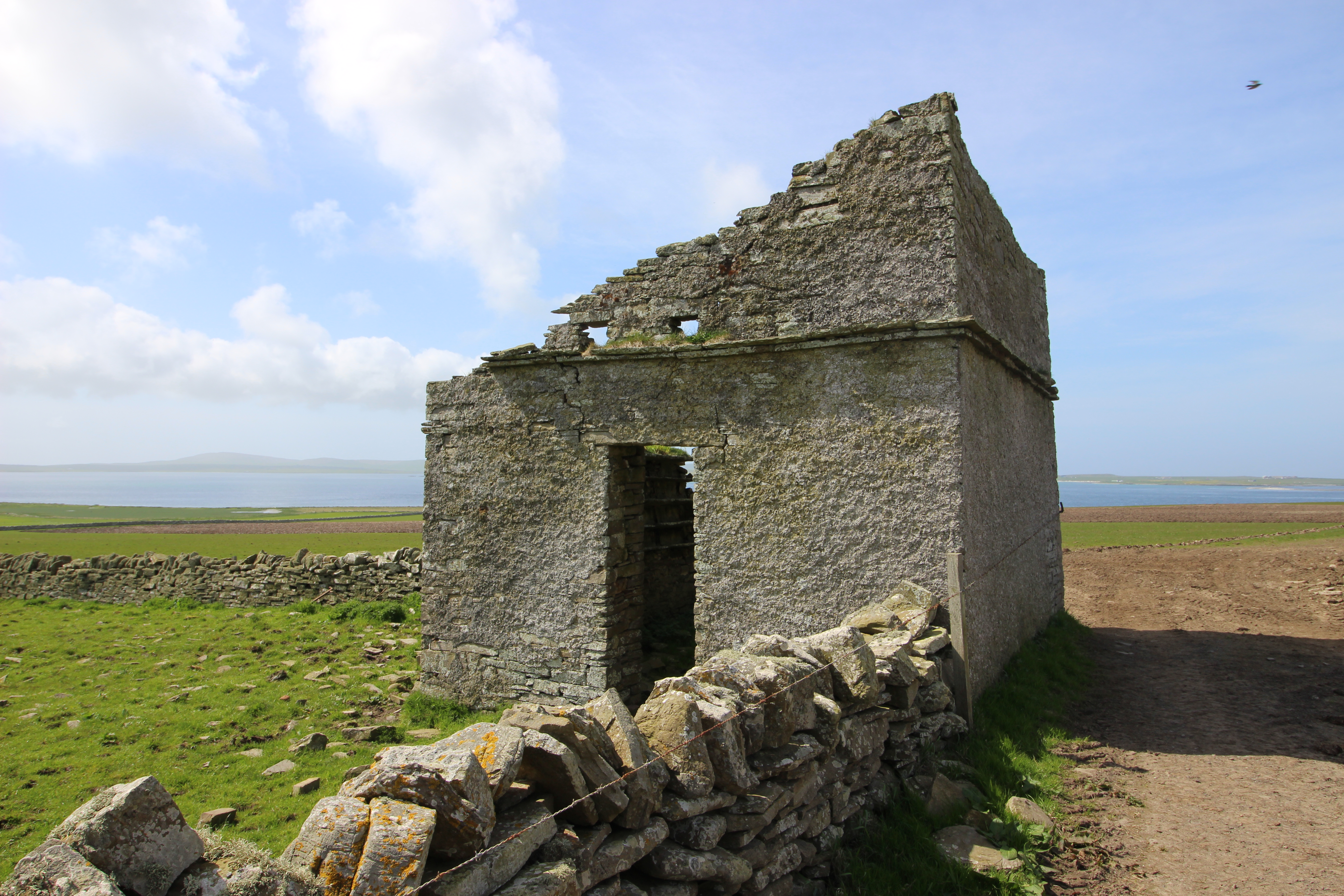
Taubenhaus

Das Taubenhaus von Holland House ist ein Taubenhaus auf der schottischen Orkneyinsel Papa Westray. 1971 wurde das Bauwerk in die schottischen Denkmallisten in der Kategorie B aufgenommen. Zusätzlich ist es zusammen mit Holland House und weiteren Außengebäuden Teil eines Denkmalensembles der Kategorie B.

## Geschichte
Der Soldat Thomas Traill erwarb die Ländereien auf Papa Westray im Jahre 1637. Mitte des 17. Jahrhunderts erbaute er die ältesten Teile von Holland House. Traill machte sein Vermögen in der Kelpindustrie (siehe auch Braunalgen#Verwendung). Das Taubenhaus gehört zu den älteren Gebäuden des Anwesens und stammt aus dem frühen oder mittleren 18. Jahrhundert. Das Anwesen wurde über Generationen innerhalb der Familie vererbt und verblieb mit Ausnahme einer Phase zwischen 1886 und 1928 bis 1952 durchgängig in ihrem Besitz.

## Beschreibung
Das Taubenhaus befindet sich westlich von Holland House und der zugehörigen Holland Farm. Er weist einen rechteckigen Grundriss auf und ist heute nur noch als dachlose Ruine erhalten. Das Mauerwerk besteht aus Bruchstein, der mit Harl verputzt ist. Unterhalb des auskragenden Satteldaches verläuft traufseitig ein Vorsprung. An der Ostseite sind darüber zwei quadratische Aussparung im Mauerwerk zu finden, die als Einflugöffnungen diene. Darunter befindet sich die Eingangstüre. Die Giebel waren einst als Staffelgiebel gearbeitet, sind heute aber nur noch teilweise erhalten. Im Innenraum laufen Vorsprünge um, auf welchen Nistplätze eingerichtet werden können.